# Eneco
Eneco, is een Nederlandse energieonderneming. Eneco is actief in Nederland, Groot-Brittannië, Duitsland en België. Het hoofdkantoor bevindt zich in Rotterdam. De Belgische hoofdzetel bevindt zich in Mechelen. 
Vanaf 25 maart 2020 is de Japanse combinatie van Mitsubishi Corporation (80%) en Chubu Electric Power Co. (20%) eigenaar van Eneco. De 44 Nederlandse gemeenten hebben hun aandelen verkocht.
Binnen Eneco Groep is energiebedrijf Eneco het grootste onderdeel. Het netwerkbedrijf Stedin en infraspecialist Joulz zijn per 1 februari 2017 afgesplitst. Eneco is verder aandeelhouder van duurzame energie-leveranciers Greenchoice (30%), LichtBlick (100%) en AgroEnergy.

## Geschiedenis
Eneco werd opgericht op 1 januari 1995 onder de naam ENECO, als een fusie van de gemeentelijke energiebedrijven van Den Haag, Dordrecht en Rotterdam. ENECO staat voor "Energie en Communicatie". In juli 2000 fuseerde ENECO N.V. als gevolg van het liberaliseringsbeleid van de Europese Unie en de Nederlandse overheid met zes andere regionale energiebedrijven. Omdat in hetzelfde jaar de kabelactiviteiten werden verkocht aan UPC, werd de naam veranderd in ENECO Energie. In 2000 nam Eneco Energiebedrijf Midden-Holland EMH uit Gouda en Gasdistributie Zeist en Omstreken (GZO) over. In 2003 lijfde Eneco het Utrechtse energiebedrijf REMU in. Dit werd mogelijk gemaakt door het kapitaal dat was vrijgekomen door de verkoop van de kabelactiviteiten aan UPC, het tegenwoordige Ziggo. ENECO Energie werd in grootte de derde energiemaatschappij van Nederland en leverancier in drie van de vier grote steden.
Medio 2008 begon het bedrijf meer aandacht te schenken aan duurzame energie. Op 15 juni 2009 werd bekend dat Eneco Holding delen van het failliete Econcern overnam. Eneco Holding kocht ook delen van de bedrijven Evelop met windmolenparken en een deel van de biomassa-activiteiten, Ecostream voor zonne-energie en Ecofys voor advies op het gebied van duurzaamheid. Hiermee werd een duurzaam activiteitenpakket in Nederland, Duitsland, België, Frankrijk en Verenigd Koninkrijk aan het bedrijf toegevoegd. Ecofys werd in een apart (vierde) kernbedrijf geplaatst om de onafhankelijkheid bij de advieswerkzaamheden te waarborgen. Met de overname kwamen 400 personeelsleden mee.
In maart 2011 werd bekend dat Oxxio voor 72 miljoen euro werd gekocht van het Britse Centrica. Hiermee groeide het klantenbestand van Eneco met 426.000 tot 2,1 miljoen. Oxxio bleef als zelfstandig merk op de consumentenmarkt opereren.
Sinds augustus 2011 is Eneco in België ook actief op de particuliere markt voor levering van elektriciteit en gas.
In februari 2014 nam Eneco het Nederlandse verkoopkantoor van Dong Energy over, inclusief de 90.000 klanten.
Het netwerkbedrijf Stedin en infraspecialist Joulz zijn per 1 februari 2017 afgesplitst. De afsplitsing van Stedin was een gevolg van de Wet onafhankelijk netbeheer. Joulz is actief op het vlak van aanleg en onderhoud van energie-infrastructuren.
In januari 2017 nam Eneco een aandelenbelang van 50% in het Duitse LichtBlick. Het bedrijf uit Hamburg levert groene energie aan 645.000 klanten en ontwikkelt ook software op energiegebied. LichtBlick heeft zelf geen productie-installaties en biedt elektriciteit van Zuid-Duitse waterkrachtcentrales aan. LichtBlick realiseerde in 2015 een omzet van 670 miljoen euro. De overnamesom is niet bekendgemaakt. Eind 2018 werd de optie uitgeoefend om de resterende aandelen LichtBlick over te nemen.
Op 10 juli 2017 nam Eneco de Belgische tak van Eni over. De overname zorgde ervoor dat het totale klantenbestand van het bedrijf op 1,1 miljoen particulieren kwam te staan. Eneco mag de merknaam Eni nog voor een jaar gebruiken.
Op 21 februari 2018 maakten Eneco en E.ON bekend dat Eneco, met 200.000 particuliere klanten, het sales office van E.ON overneemt. E.ON is sinds september 2019 eigenaar van concurrent Essent.
Op 1 november 2021 heeft Eneco het klantenbestand van Welkom Energie overgenomen vlak voordat deze failliet ging. De voormalige klanten kregen tarieven ruim boven de toenmalige marktprijs. Door een uitspraak van de rechter in oktober 2022 in een vergelijkbare zaak (Flexenergie, 2018 failliet) is het aannemelijk dat Eneco alsnog met terugwerkende kracht de overeenkomsten moet voorzetten die de klanten hadden met Welkom Energie op moment van de overname.

## Activiteiten

### Energiebedrijf Eneco
Het energiebedrijf richt zich op productie, handel en levering van energie en energiegerelateerde zaken. Per 31 maart 2023 had Eneco een totaal opgesteld vermogen van 7352 MW onder beheer, hiervan was 1917 MW in eigendom en de rest was gecontracteerde capaciteit in eigendom van derden. Hiervan was duurzaam 6322 MW duurzaam (85% van het totaal) en verder beschikte Eneco over 523 MW aan conventionele capaciteit en 508 MW in de vorm van warmtekrachtinstallaties.
De totale productie van de installaties in eigendom was 10.463 GW, waarvan 54% duurzaam opgewekt, 31% kwam van de conventionele centrales en 15% uit de warmtekrachtinstallaties. De CO2-uitstoot van de geleverde elektriciteit was 74 kg per MWh, het vergelijkbare cijfer voor 2020 was 141 kg. Met betrekking tot het klimaat wil Eneco in 2035 klimaatneutraal zijn. Dit betekent dat de totale CO2-uitstoot in 2035 op nul moet uitkomen. In 2020 was dit nog 13,9 megaton en in 2030 geldt een tussendoel van 60% ten opzichte van het uitgangsjaar 2019 (16,4 megaton).
Eneco telde op 31 maart 2022 zo'n 5,4 miljoen klanten. Ongeveer twee miljoen Nederlandse huishoudens en circa 40.000 grootzakelijke afnemers zijn klant. Daarnaast zijn er ook activiteiten in België, Frankrijk en het Verenigd Koninkrijk.
Eneco heeft in Duitsland, in Epe, twee lege zoutkoepels gehuurd en slaat daar aardgas in op. Dit Gasspeicher-project gaf Eneco sinds medio 2012 meer ruimte om de prijzendynamiek van het aardgas op te vangen.

#### Centrales

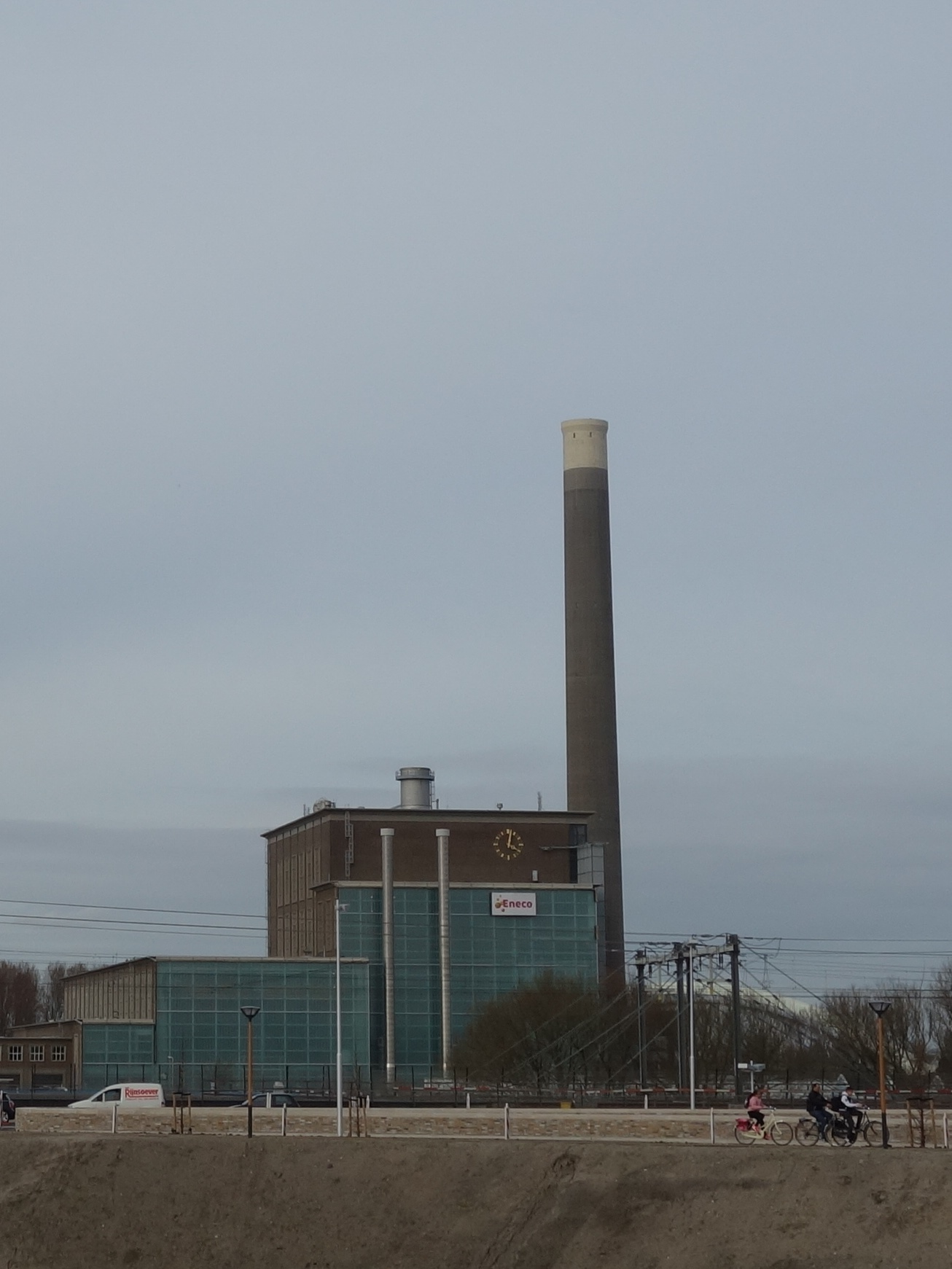
Energiecentrale van Eneco in Utrecht

In 2011 kwam de gasgestookte centrale Enecogen in bedrijf met een capaciteit van 920 MW. Dit is een project in samenwerking met het Deense energiebedrijf DONG. Beide partners hadden een belang van 50%, Eneco's aandeel in de investering is € 350 miljoen. Dit geeft recht op 460 MW, de andere helft van Enecogen's vermogen is voor EPH, thans na overname de mede eigenaar.
Het energiebedrijf heeft middels zijn werkmaatschappij Sprint een afnamecontract met de Pergen-gascentrale (eigendom van Air Liquide) en had het een afnamecontract met Rijnmond Energie vanaf medio 2004, wat echter per april 2015 is gestopt. Europoort Utility Partners was een 50/50%-samenwerkingsverband met Air Products, maar is inmiddels door Indorama overgenomen. Het belang van 50% van Eneco in Eurogen en Enecal zou worden afgestoten, zo werd op 17 juni 2014 bekendgemaakt. Eurogen en Enecal zijn gasgestookte installaties om stoom op te wekken voor de industrie middels gasturbines met afgassenketels. Deze WKC's (eigendom van Air Liquide) staan in het Botlekgebied op het terrein van Huntsman.
Per 1 januari 2015 zijn de centrales Lage Weide en Merwedekanaal in Utrecht van Nuon overgenomen. Eneco nam de elektriciteit (inclusief de Black start-faciliteit) en vooral de stadswarmte al af en zou dan ook eigenaar van het gehele stadswarmte-net in Utrecht worden. In 2019 werd de eerste BioWarmte Installatie (BWI) Lage Weide geopend en in 2020 is de bouw van de tweede BWI in Utrecht afgerond. De BWI’s leveren stadswarmte aan huizen in Utrecht en Nieuwengein.

#### Duurzame energie
In november 2013 is de BioEnergieCentrale Golden Raand Delfzijl B.V in bedrijf genomen. Dit is een 49 MW biomassa-centrale waar Eneco 330.000 ton houtsnippers omzet in elektriciteit. Deze houtsnippers worden per schip, trein of vrachtwagen naar Delfzijl vervoerd. De besparing op de CO2-uitstoot is ongeveer 250.000 ton in vergelijking met een traditionele centrale die op steenkool of gas gestookt wordt. In deze berekening is rekening gehouden met de uitstoot die het transport met zich meebrengt. De centrale heeft een investering gevergd van € 175 miljoen.
Eneco streeft naar een duurzame elektriciteitsvoorziening. In 2012 moest ten minste 20% van de elektriciteitsafzet duurzaam zijn opgewekt en in 2020 70%. Uiteindelijk moet de gehele productie duurzaam worden verkregen. Eneco investeert onder andere in het Prinses Amaliawindpark, Windpark Eneco Luchterduinen voor de Nederlandse kust in de Noordzee en in het consortium Blauwwind het Windpark Borssele fase III / IV met 77 windmolens. Verder de aanleg en exploitatie van warmtenetten waarin onder andere restwarmte en aardwarmte wordt gebruikt. Per eind 2009 had Eneco 805 MW aan duurzaam vermogen opgesteld. Per eind 2014 was dit gestegen naar 1680 MW, waarvan 1507 MW aan windenergie, 72 MW aan zonne-energie en 101 MW aan bio-energie.
In september 2015 werd Windpark Delfzijl Noord, het grootste windpark op land van Nederland, officieel in gebruik genomen. Er staan 19 windmolens met een opgesteld vermogen van 63 MW die per jaar zo'n 175 miljoen kWh groene stroom leveren. Vanaf begin 2016 neemt Google voor een periode van 10 jaar de volledige productie af voor een nieuw datacenter in de Eemshaven. Met deze opening kwam het totaal opgesteld duurzaam vermogen uit op 1919 MW per jaareinde 2015.
In 2018 is in Noord-Duitsland een superbatterij (EnspireME) opgeleverd, welke door Mitsubishi is gebouwd. Met de batterij kan windenergie tijdelijk gebufferd worden. In 2019 werd fase 1 van de Biowarmte centrale Lage Weide opgeleverd. Deze installatie levert middels biomassa 60 MWth aan het warmtenet van de stad Utrecht. Op 29 juli 2020 won Eneco samen met partner Royal Dutch Shell de aanbesteding van het
windpark op zee Windpark Hollandse Kust Noord, met een opgesteld vermogen van 759 MW. Op 20 december 2023 werd het park operationeel.

### Resultaten
Eneco realiseerde op jaarbasis een omzet van ongeveer € 5 miljard met als belangrijkste activiteit Stedin. Deze laatste leverde gemiddeld driekwart van het totale bedrijfsresultaat over de periode 2008 tot en met 2012. In 2012 was de volledige winst van Eneco zelfs toe te schrijven aan Stedin. De resultaten van het energiebedrijf fluctueren fors; in 2008 leverde deze activiteit nog een bijdrage van € 173 miljoen aan het bedrijfsresultaat, maar dat is gestaag gedaald en bedroeg in 2013 nog slechts € 41 miljoen. Per 1 februari 2018 werd Eneco Holding N.V. gesplitst in Eneco Groep N.V. en Stedin Holding N.V..
Per 1 februari 2018 is Eneco Holding N.V. gesplitst in Eneco Groep N.V. en Stedin Holding N.V.. In de tabel hieronder zijn de pro-forma (pf) gegevens opgenomen alsof in 2016 Eneco Groep al bestond. De cijfers over 2017 en later hebben betrekking op Eneco Groep.
Eneco heeft besloten haar jaareindedatum de verplaatsen van 31 december naar 31 maart. Dit is in lijn met de financiële verslagen van de twee Japanse aandeelhouders. Het gebroken boekjaar 2022/23 is de eerste verslagperiode waarin de nieuwe jaareindedatum wordt toegepast en betreft een periode van 15 maanden.
| Jaar      | Omzet    | Bedrijfsresultaat | Nettoresultaat | Dividend | Aantal werknemers per jaareinde (in fte) |
| --------- | -------- | ----------------- | -------------- | -------- | ---------------------------------------- |
| 2008      | € 4943   | € 404             | € 272          | € 212    | 5563                                     |
| 2009      | € 5245   | € 268             | € 177          | € 136    | 6628                                     |
| 2010      | € 4922   | € 274             | € 141          | € 89     | 6622                                     |
| 2011      | € 5007   | € 388             | € 204          | € 71     | 6596                                     |
| 2012      | € 5256   | € 335             | € 233          | € 102    | 6839                                     |
| 2013      | € 5251   | € 395             | € 241          | € 117    | 7018                                     |
| 2014      | € 4590   | € 325             | € 206          | € 103    | 7023                                     |
| 2015      | € 4282   | € 334             | € 208          | -        | 6711                                     |
| 2016      | € 3629   | € 320             | € 199          | € 93     | -                                        |
| 2016 (pf) | € 2746   | € 106             | € 103          | € 93     | 2551                                     |
| 2017      | € 3355   | € 158             | € 127          | € 99     | 3043                                     |
| 2018      | € 4183   | € 162             | € 136          | € 64     | 2990                                     |
| 2019      | € 4332   | € 132             | € 80           | € 68     | 2775                                     |
| 2020      | € 4148   | € 163             | € 118          | -        | 2849                                     |
| 2021      | € 5211   | € 222             | € 209          | -        | -                                        |
| 2022/23   | € 13.219 | € 480             | € 396          | -        | 3340                                     |

## Aandeelhouders, van publiek naar privaat
In 2018 had Eneco 53 Nederlandse gemeenten als aandeelhouder. Door gemeentelijke herindelingen waren dat er nog 44 per 1 januari 2019. De drie grootste hiervan waren Rotterdam (31,7% van de aandelen), Den Haag (16,6%) en Dordrecht (9,1%). Op 7 juli 2017 maakte de gemeente Den Haag bekend dat ze haar belang in Eneco wilde verkopen, nadat eerder Rotterdam een zelfde uitspraak had gedaan. Medio augustus gaf Dordrecht te kennen ook de aandelen te willen verkopen. Op 1 november 2017 werd duidelijk dat een meerderheid van 73,88% van de aandelen door de gemeentelijke aandeelhouders in de verkoop zou worden gedaan. Een commissie van aandeelhouders ging onderzoeken welke opties het meest geschikt waren. Dat kon een verkoop via een veiling aan één strategische of financiële partij zijn, aan een beperkt aantal partijen of een beursgang.
Door het besluit van de aandeelhouders steeg de spanning in de top van het bedrijf. De aandeelhouders waren ontevreden over de commissarissen, omdat zij te weinig tegenwicht boden aan voormalig topman Jeroen de Haas. Volgens de aandeelhouders frustreerde De Haas de verkoop aan bepaalde partijen. De commissarissen dwongen vervolgens De Haas om te vertrekken, terwijl de centrale ondernemingsraad (COR) juist de kant van De Haas had gekozen. Bovendien hadden de commissarissen verzuimd het verplichte advies in te winnen bij de COR. Er volgde een juridische procedure bij de Ondernemingskamer. De COR won deze rechtszaak en president-commissaris Edo van den Assem moest vertrekken door de uitspraak van 18 juli 2018. Vervolgens vertrok ook Marike van Lier Lels als commissaris. Op 27 juli werd Charlotte Insinger door de rechtbank benoemd tot president-commissaris.
Op 18 december 2018 werd bekend dat de COR ingestemd heeft met een verkoop. De verkoop moest geschieden middels een biedingsveiling en naar verwachting zou de opbrengst 2,5 tot 3 miljard euro bedragen.
In november 2019 werd bekend dat de Japanse combinatie Mitsubishi Corporation en het nutsbedrijf Chubu Electric Power Co. Inc. de nieuwe eigenaar van Eneco wordt. Ze hebben € 4,1 miljard betaald aan de verkopende gemeentes. De overname zal niets veranderen aan de werkgelegenheid of aan de arbeidsvoorwaarden en ook het hoofdkantoor blijft in Rotterdam. Mitsubishi werkt al sinds 2012 met Eneco samen bij de bouw van windmolenparken. Op 25 maart 2020 werd de overname afgerond en bestuursvoorzitter Ruud Sondag trad die dag af. Na de overname bestaat de Raad van Commissarissen uit Mel Kroon, Yukata Kashiwagi, Katsuya Nakanishi, Haruhiko Sato, Takanori Shiozawa, Michael Enthoven en Marco Keim.

## Splitsingswet
In 2006 is de Wet onafhankelijk netbeheer (WON, ook wel de Splitsingswet genoemd) ingevoerd. Deze wet verplicht alle Nederlandse geïntegreerde nutsbedrijven de activiteiten te splitsen in drie aparte onderdelen: voor productie, transmissie en distributie. Eneco heeft samen met DELTA en Essent diverse rechtszaken tegen de Nederlandse staat aangespannen om de Splitsingswet tegen te gaan. In laatste instantie heeft de Hoge Raad op 26 juni 2015 beslist dat de wet niet in strijd is met het Europees recht op het gebied van het vrij verkeer van kapitaal en de vrijheid van vestiging. Hoger beroep is in deze zaak niet meer mogelijk.
Door de dreigende splitsing heeft Eneco per direct 400 miljoen euro aan voorgenomen investeringen in duurzame energie geschrapt omdat het investeringen niet meer kan betalen. Voorstanders van de splitsing betogen dat dit besluit een aanwijzing is dat Eneco profiteert van de netwerkactiviteiten. Daarmee zouden de netwerkactiviteiten meer risico lopen, hetgeen de Splitsingswet juist tracht te voorkomen.
Tegenstanders van de splitsing voeren aan dat Eneco's belangrijkste concurrenten niet hoeven te splitsen. De grootste concurrenten zijn Nuon (onderdeel van Vattenfall), Essent (onderdeel van RWE), Electrabel (onderdeel van GDF-Suez) en E.ON. Nuon, dat al gesplitst is, werd na splitsing direct weer onderdeel van het niet-gesplitste Vattenfall, dat netwerken in thuisland Zweden heeft. Essent werd na splitsing direct onderdeel van het ongesplitste RWE A.G. en kan dus profiteren van de stabiele inkomstenstroom die RWE's netbeheeractiviteiten in Duitsland met zich mee brengen. Ook de Electrabel (GDF-Suez groep) en E.ON hebben netwerken binnen de holding. Op deze wijze ontstaat er een ongelijk speelveld.
Essent (onderdeel van RWE) heeft bij de ACM een handhavingsverzoek ingediend dat het splitsingsbesluit ook daadwerkelijk wordt uitgevoerd bij Eneco. ACM heeft bekendgemaakt dat Eneco op 1 februari 2017 moet voldoen aan de WON. Eneco en zijn netwerkbedrijf Stedin stonden organisatorisch al los van elkaar, en zijn per 1 februari 2017 ook officieel gesplitst.
Het afstoten van Stedin betekent een financieel verlies. Van het totale bedrijfsresultaat van 334 miljoen euro in 2015 was 286 miljoen afkomstig van Stedin en 82 miljoen euro van de productie- en handelsactiviteiten.

## Sponsoring
Eneco was naamgevend sponsor van de Eneco Tour en de Eneco Ronde van het Groene Hart. Daarnaast sponsort Eneco het NK Tegenwindfietsen.

## Educatie
Eneco opende op 10 juni 2013 in de gemeente Etten-Leur een 'windlab', bedoeld als voorlichtingsplek over duurzame energie voor kinderen van de basisscholen uit de omgeving. Op 12 mei 2015 werd het windlab verplaatst naar de Afrikahaven in Amsterdam. In 2018 opende Eneco een nieuw educatiecentrum met de naam Energielab in Vianen.